# Knud Andersen (författare)
Knud Andersen, född 11 september 1890, död 1 juni 1980, var en dansk författare.

## Biografi
Andersen föddes i ett bondehem på Jylland och gick tidigt till sjöss, seglade på de sju världshaven, avlade kaptensexamen 1912 men hindrades på grund av färgblindhet att utnyttja sin examen. Fram till 1929 var han kontorist hos Det forenede Dampskibselskab, utförde därefter från 1933 en rad långfärder med en i Sverige inköpt gammalfiskebåt och däribland två jordenruntseglingar. Senare genomförde han en seglats kring Brittiska öarna och blev 1939 hamnfogde i Vedbæk.
Andersen, som blev känd som "Havets Digter", utgav en rad diktsamlingar med sjömotiv, varibland märks Sange och Syner (1923), Fugle fra Oceanet (1926), Toner fra Havet (1928), Laterner (1937) och Stormsvaler (1939). Han författade även reseskildringar som Med 'Monsunen' paa Atlanterhavet (1931), Elve Maaneder paa Havet og en i Havn (1933), Højvande ved Dover (1936), romaner som Havet (1924), Brænding (1927), Perlemor (1928), och Hugo fra Havet (1941), samt noveller som Ved det yderste hav (1929), Morild (1932), Fra Armod til Rigdom (1935), Langfararens Nattevagter (1942) och De døde Mænds Kro (1944).
Bland hans böcker märks främst trilogin Den blinde ørn (1945), Tordnende røg (1946) och Den niende bølge (1947). Under 1960- och 1970-talet utgav Andersen en självbiografi i tre band.